# Ralf Seuntjens
Ralf Seuntjens (Breda, 17 april 1989) is een Nederlandse voetballer die doorgaans speelt als centrumspits, maar ook als middenvelder inzetbaar is. Seuntjens' jongere broer Mats Seuntjens speelt ook betaald voetbal.

## Carrière
Seuntjens speelde in de jeugd bij BSV Boeimeer in zijn geboorteplaats Breda alvorens hij op 18-jarige leeftijd de overstap maakte naar RBC Roosendaal. Daar debuteerde hij op 19 december 2008 met RBC tegen Fortuna Sittard (0-1 nederlaag). Na drie seizoenen in de hoofdmacht van RBC kwam hij eveneens drie seizoenen uit voor FC Den Bosch. Met ingang van het seizoen 2014/15 maakte de transfervrije aanvaller de overstap naar Telstar. 
Ondanks een doorlopend contract verliet Seuntjens na een jaar de Velsense club alweer. Hij tekende een contract voor drie seizoenen bij VVV-Venlo met een optie voor nog een jaar. Die optie werd overigens op 15 juni 2017 door de club gelicht. De Bredanaar kende een succesvol eerste seizoen bij de Venlose club. Met 28 doelpunten werd hij topscorer van de Eerste divisie en mocht hij als enige niet-Spartaan de Gouden Stier in ontvangst nemen. Nadat pogingen om zijn aflopende contract te verlengen mislukt waren, ontstond er in april 2019 een conflict tussen club en speler. Op 3 mei 2019 werd zijn contract voortijdig ontbonden. Ruim een maand later tekende hij bij De Graafschap een tweejarige verbintenis. Hij tekende in maart 2021 een contract bij NAC Breda, dat hem transfervrij inlijfde. In maart 2022 ging hij naar het Japanse FC Imabari  dat uitkomt in de J3 League.
In mei 2022 werd er in de schouder van Seuntjens een tumor ontdekt, een agressieve vorm van non-hodgkinlymfoom. Begin 2023 werd hij genezen verklaard en eind 2023 keerde Seuntjens terug naar Nederland, waar hij een contract voor een half jaar tekende bij De Graafschap.

## Clubstatistieken
| Seizoen         | Club            | Competitie      | Competitie | Competitie | Beker | Beker | Overig | Overig | Totaal | Totaal |
| Seizoen         | Club            | Competitie      | Wed.       | Dlp.       | Wed.  | Dlp.  | Wed.   | Dlp.   | Wed.   | Dlp.   |
| --------------- | --------------- | --------------- | ---------- | ---------- | ----- | ----- | ------ | ------ | ------ | ------ |
| 2008/09         | RBC Roosendaal  | Eerste divisie  | 4          | 0          | 0     | 0     | —      | —      | 4      | 0      |
| 2009/10         | RBC Roosendaal  | Eerste divisie  | 29         | 1          | 2     | 0     | —      | —      | 31     | 1      |
| 2010/11         | RBC Roosendaal  | Eerste divisie  | 27         | 7          | 1     | 0     | —      | —      | 28     | 7      |
| 2011/12         | FC Den Bosch    | Eerste divisie  | 27         | 7          | 1     | 0     | 6      | 0      | 34     | 7      |
| 2012/13         | FC Den Bosch    | Eerste divisie  | 22         | 8          | 4     | 0     | —      | —      | 26     | 8      |
| 2013/14         | FC Den Bosch    | Eerste divisie  | 38         | 5          | 1     | 0     | 1      | 1      | 40     | 6      |
| 2014/15         | Telstar         | Eerste divisie  | 36         | 17         | 0     | 0     | —      | —      | 36     | 17     |
| 2015/16         | VVV-Venlo       | Eerste divisie  | 36         | 28         | 1     | 0     | 2      | 1      | 39     | 29     |
| 2016/17         | VVV-Venlo       | Eerste divisie  | 38         | 16         | 2     | 0     | —      | —      | 40     | 16     |
| 2017/18         | VVV-Venlo       | Eredivisie      | 32         | 3          | 2     | 0     | —      | —      | 34     | 3      |
| 2018/19         | VVV-Venlo       | Eredivisie      | 29         | 2          | 1     | 0     | —      | —      | 30     | 2      |
| 2019/20         | De Graafschap   | Eerste divisie  | 28         | 16         | 1     | 0     | —      | —      | 29     | 16     |
| 2020/21         | De Graafschap   | Eerste divisie  | 35         | 14         | 1     | 0     | 1      | 0      | 37     | 14     |
| 2021/22         | NAC Breda       | Eerste divisie  | 27         | 12         | 3     | 0     | 0      | 0      | 30     | 12     |
| 2022            | FC Imabari      | J3 League       | 3          | 1          | 0     | 0     | —      | —      | 3      | 1      |
| 2023            | FC Imabari      | J3 League       | 9          | 1          | 0     | 0     | —      | —      | 9      | 1      |
| 2023/24         | De Graafschap   | Eerste divisie  | 17         | 5          | 0     | 0     | 2      | 1      | 19     | 6      |
| 2024/25         | De Graafschap   | Eerste divisie  | 20         | 5          | 0     | 0     | —      | —      | 20     | 5      |
| Carrière totaal | Carrière totaal | Carrière totaal | 457        | 148        | 20    | 0     | 12     | 3      | 489    | 151    |

## Trivia
- Ralf Seuntjens heeft een tweelingbroer en zijn jongere broer Mats Seuntjens heeft eveneens een tweelingbroer. Ralf Seuntjens en zijn tweelingbroer zijn exact drie jaar ouder dan Mats en zijn tweelingbroer. Daarnaast bestaat het gezin uit nog een broer.